# Îles Medveji
Les îles Medveji (en russe : Медвежьи острова, soit « Îles des ours ») sont un archipel de six îles inhabitées situées dans la mer de Sibérie orientale, mer bordière de l'océan Arctique. Ces îles sont situées au nord-est de la Sibérie (Russie) et sont administrativement rattachées à la République de Sakha, dans l'Extrême-Orient russe. L'île Krestovski est située à 35 km à l'est-nord-est du mys Krestovy, un cap de la côte continentale, et l'archipel dans son ensemble à environ 125 km au nord de l'estuaire de la Kolyma.
Leur superficie totale est de 60 km2 et elles culminent à 273 mètres. Les plus grandes de ces îles se nomment Krestovski, Leontiev, Tchemyrekhstolbovoï et Pouchkareva.

## Climat
| Mois                                | jan.  | fév.  | mars  | avril | mai | juin | jui. | août | sep. | oct. | nov.  | déc.  | année |
| ----------------------------------- | ----- | ----- | ----- | ----- | --- | ---- | ---- | ---- | ---- | ---- | ----- | ----- | ----- |
| Température moyenne (°C)            | −28,7 | −29,5 | −26,7 | −19,6 | −7  | 0,4  | 2,2  | 1,8  | −0,7 | −9,8 | −21,2 | −26,8 | −13,8 |
| Ensoleillement (h)                  | 0     | 48    | 205   | 292   | 233 | 245  | 230  | 126  | 57   | 39   | 5     | 0     | 1 480 |
| Précipitations (mm)                 | 9     | 6,7   | 4,5   | 5     | 6,3 | 10   | 20   | 21,1 | 16,1 | 14,7 | 11,5  | 7,4   | 132,3 |
| Nombre de jours avec précipitations | 3     | 1,7   | 1,3   | 1,1   | 1   | 2,5  | 4    | 5,5  | 5,3  | 5,1  | 3,3   | 1,8   | 35,6  |

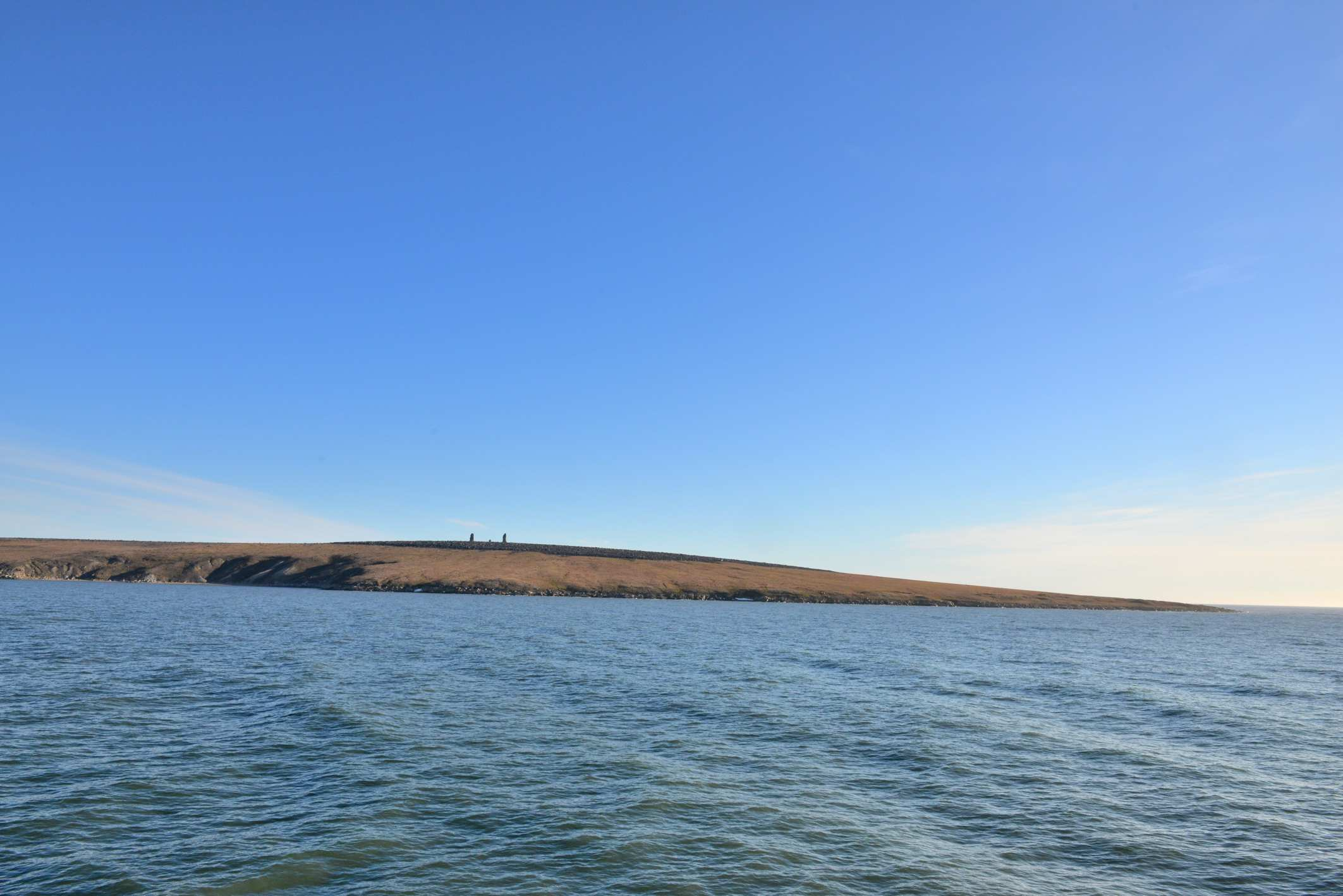
Île Tchemyrekhstolbovoï 70° 37′ 50″ N, 162° 22′ 30″ E
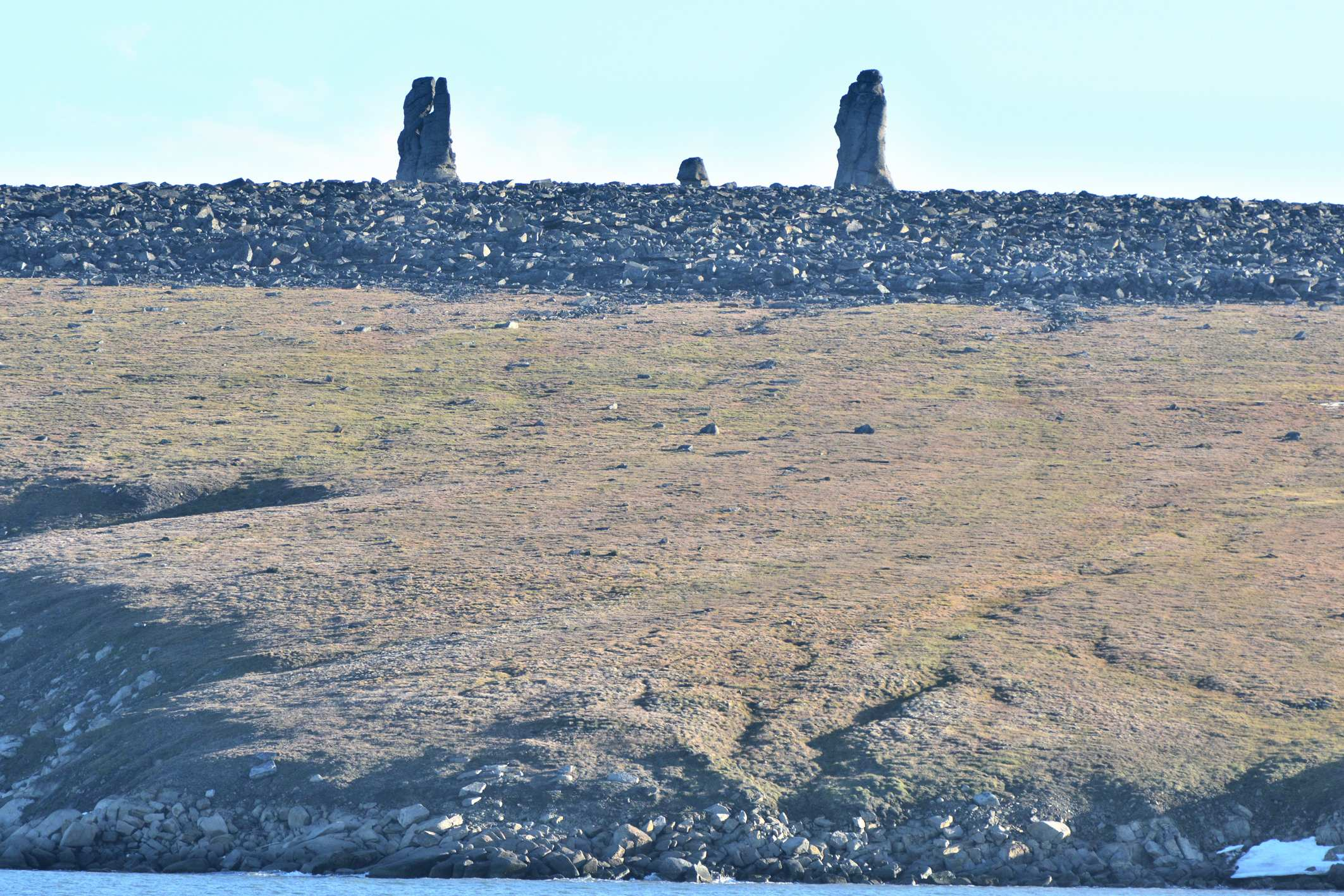
Île Tchemyrekhstolbovoï (des Kigilyakhs)
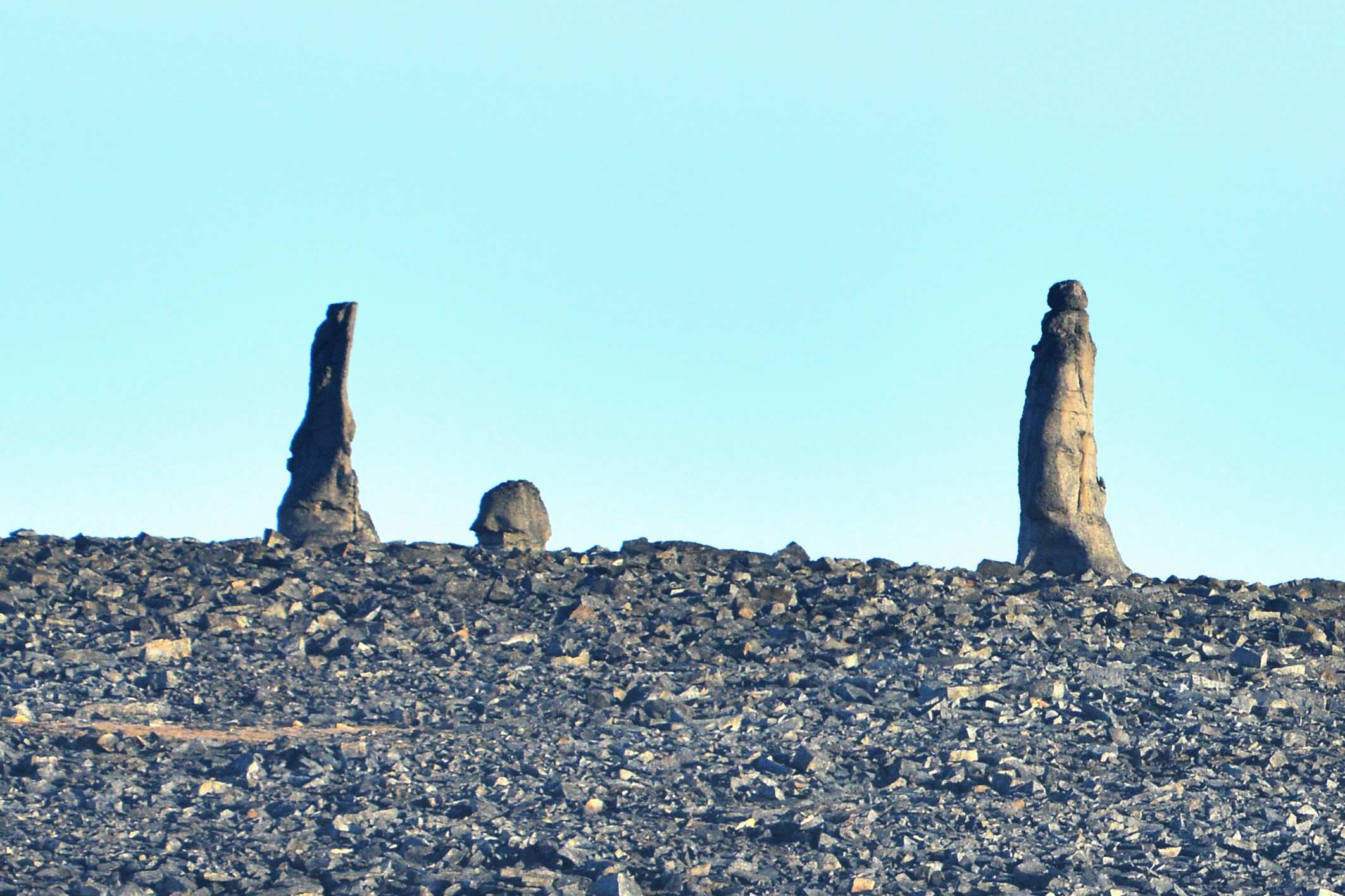
Île Tchemyrekhstolbovoï (des Kigilyakhs)
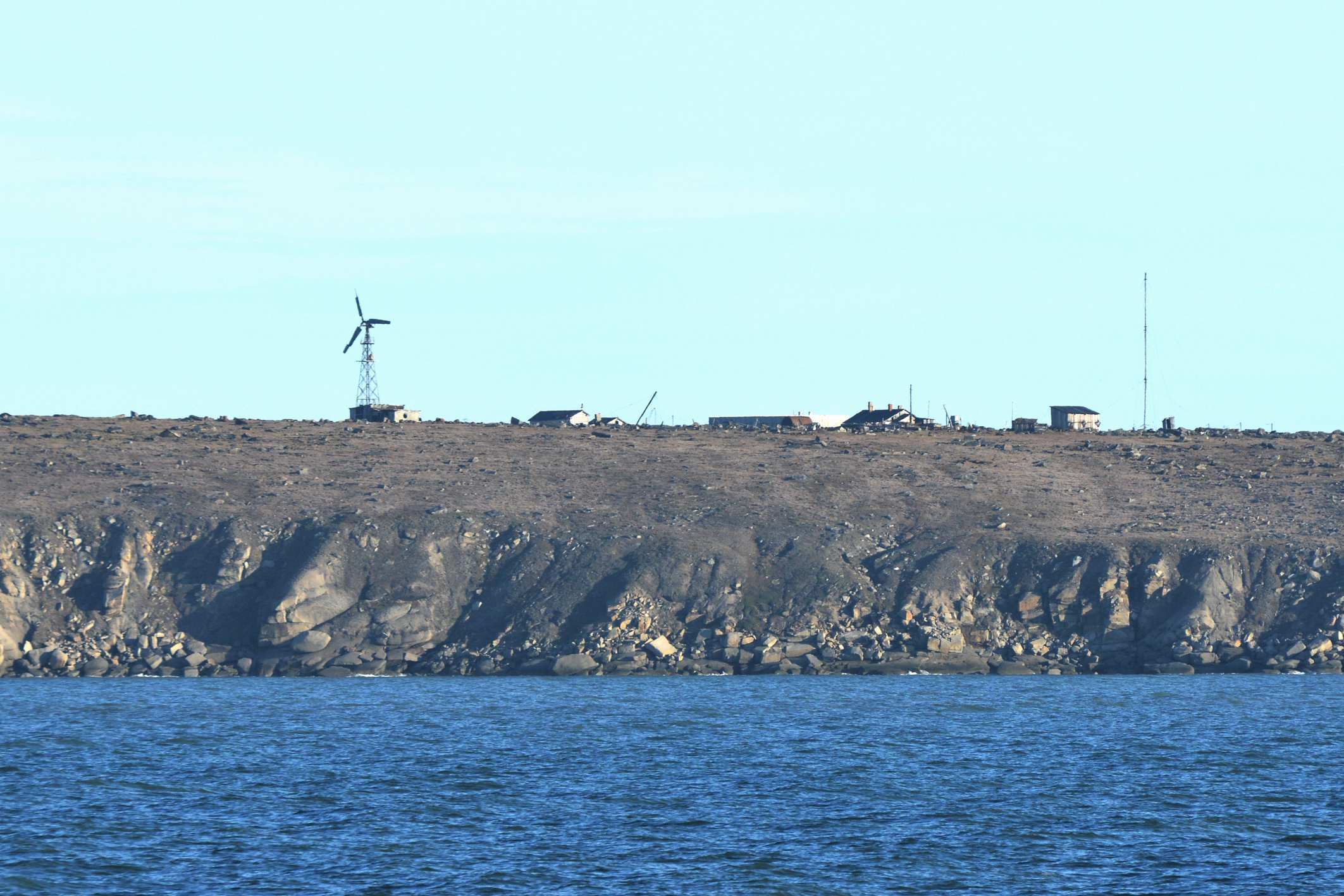
Île Tchemyrekhstolbovoï (Station polaire)
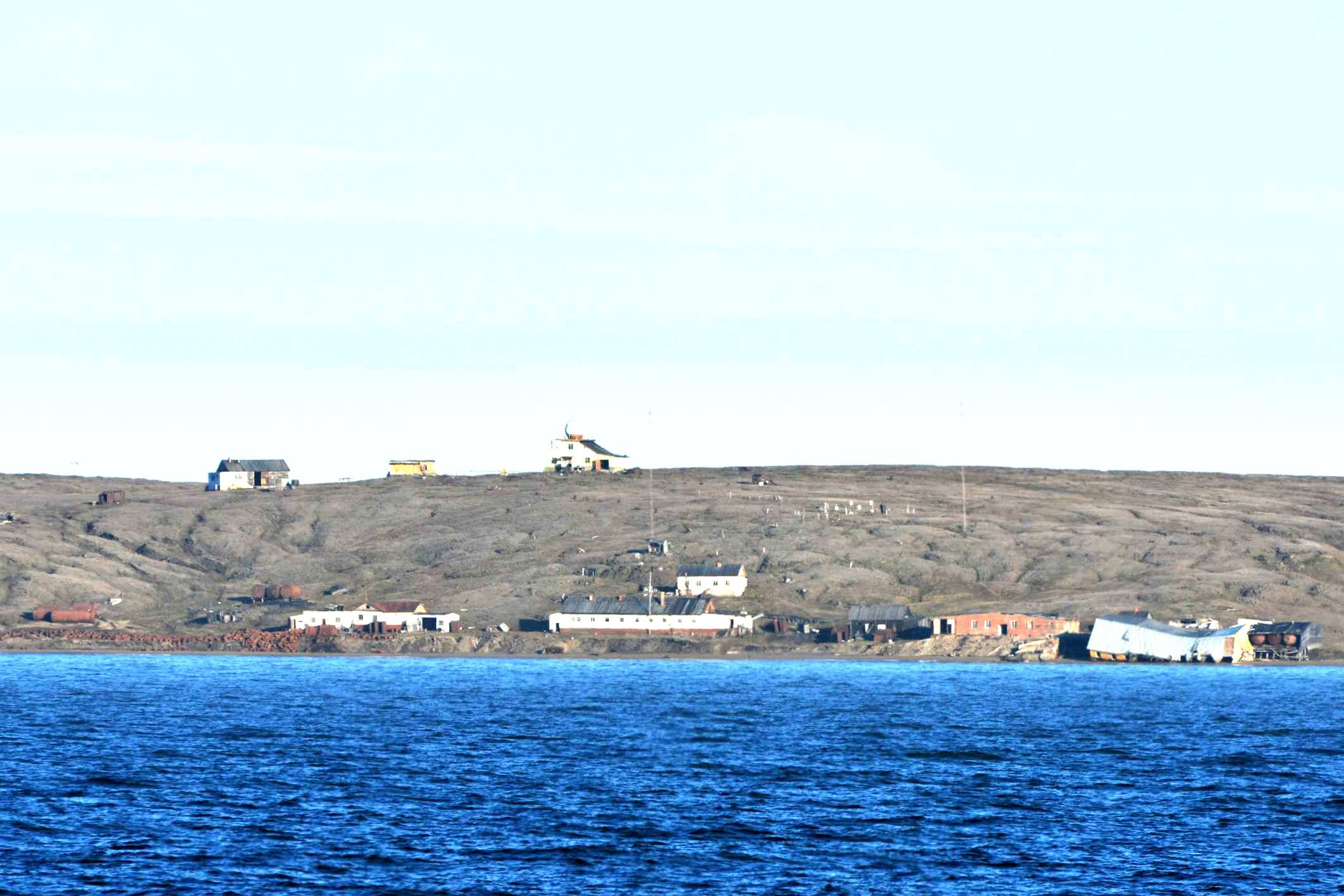
Île Tchemyrekhstolbovoï
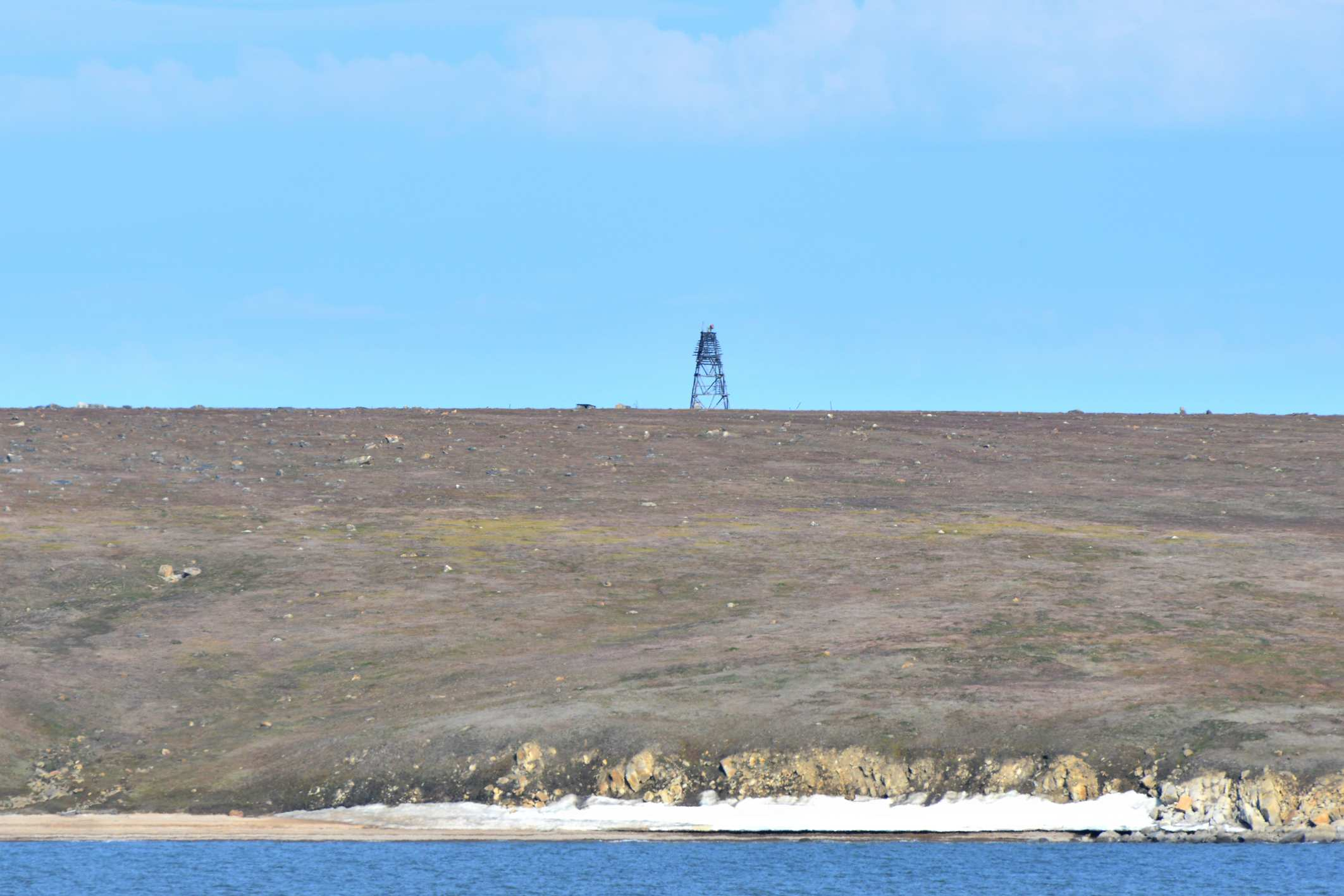
Île Krestovski
70° 48′ N, 160° 40′ E